# Thliptoceras xanthoperalis
Thliptoceras xanthoperalis là một loài bướm đêm trong họ Crambidae.